# Août 1821

## Événements

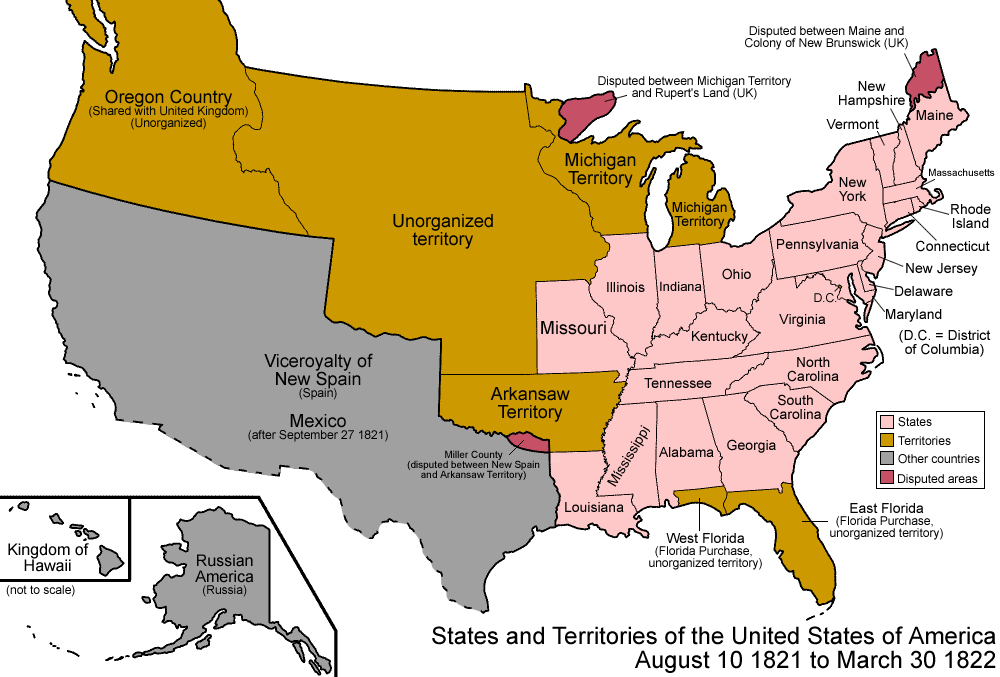
10 août 1821 - 30 mars 1822

- 4 août, États-Unis : première publication de l'hebdomadaire The Saturday Evening Post.
- 10 août, États-Unis : le coin sud-est du Territoire du Missouri devient le 24e État, le Missouri. Le reste devient non-organisé. À cette date, le Missouri ne possédait pas son triangle nord-ouest ; il fut ajouté par la suite, lors de l'achat Platte[1].
- 19 août : 
  - victoire des insurgés mexicains à la bataille d'Azcapotzalco[2].
  - victoire des indépendantistes de Sucre à la bataille de Yaguachi[3].
- 24 août : traité de Córdoba signé entre l’ancien général royaliste Agustín de Iturbide et O'Donojù, le dernier vice-roi[4]. L’indépendance du Mexique est mise en place par les conservateurs.

## Naissances
- 4 août : James White, cofondateur de l'Église adventiste du septième jour.
- 7 août : 
  - Cayetano Sanz, matador espagnol († 21 septembre 1891).
  - Edmund Burke Fairfield (mort en 1904), homme politique américain.
- 16 août : Arthur Cayley (mort en 1895), mathématicien britannique.
- 24 août : Amédée Mouchez (mort en 1892), astronome, hydrographe et contre-amiral français.
- 29 août : Gabriel de Mortillet (mort en 1898), archéologue et anthropologue français.
- 31 août : Hermann von Helmholtz (mort en 1894), physicien et physiologiste prussien.